# 麗江市

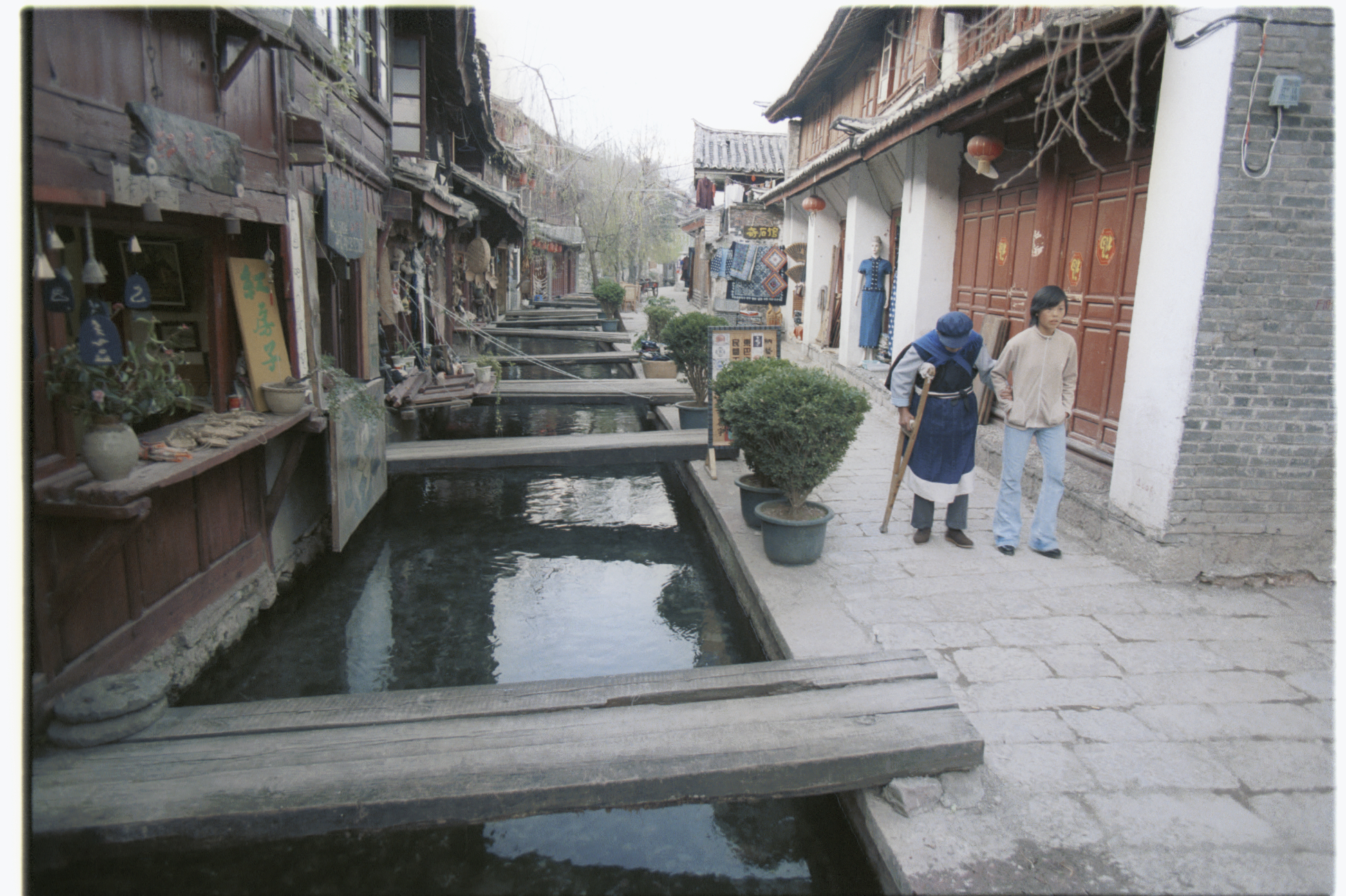
麗江の街並み。街の中には水路が数多く走っている。右の女性の着ている青い服装はナシ族の民族衣装。麗江では普通に見かけることができる。

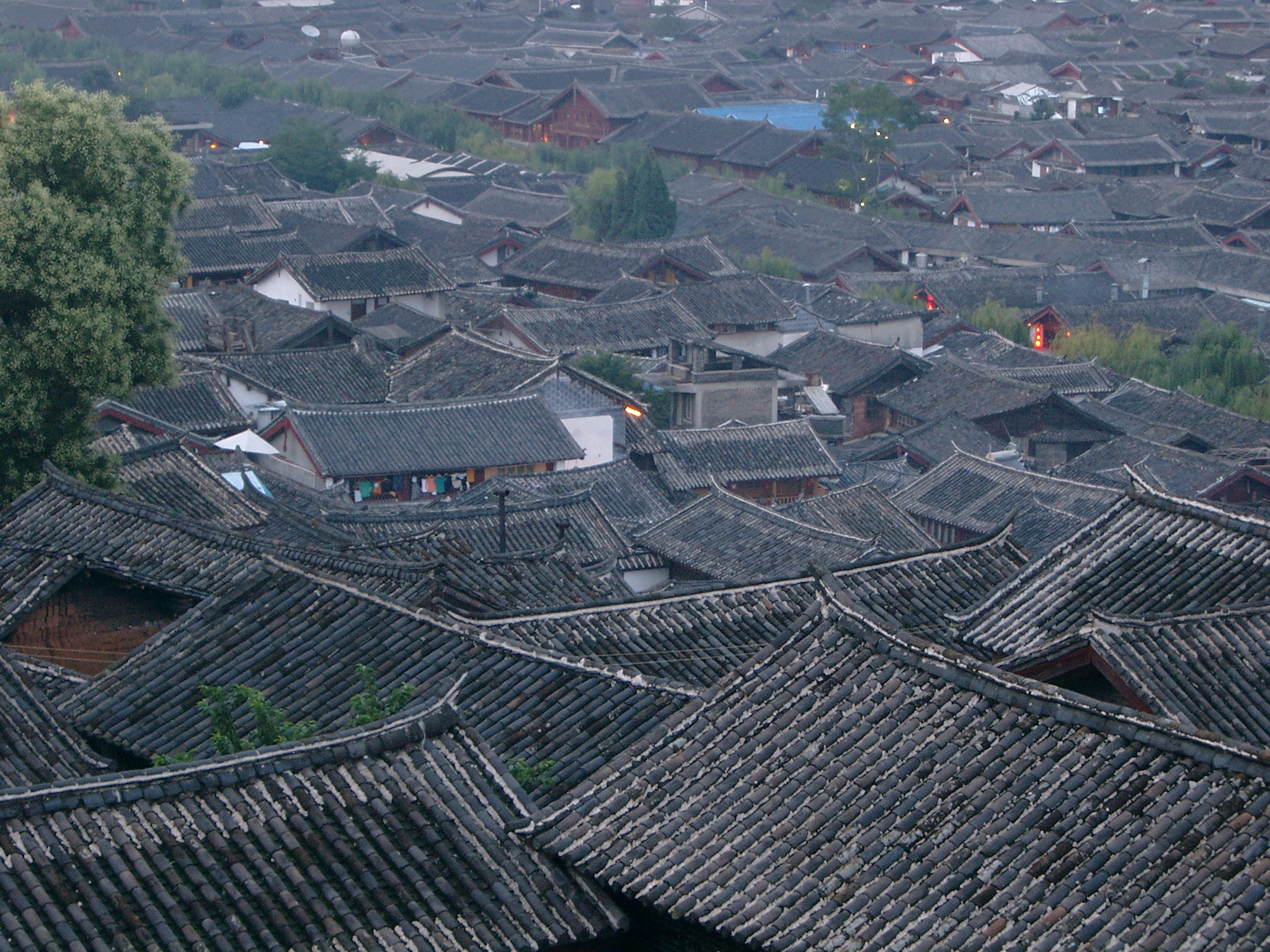
麗江の家並み。瓦や煉瓦はこの地方の土の性質で燻銀色になる。

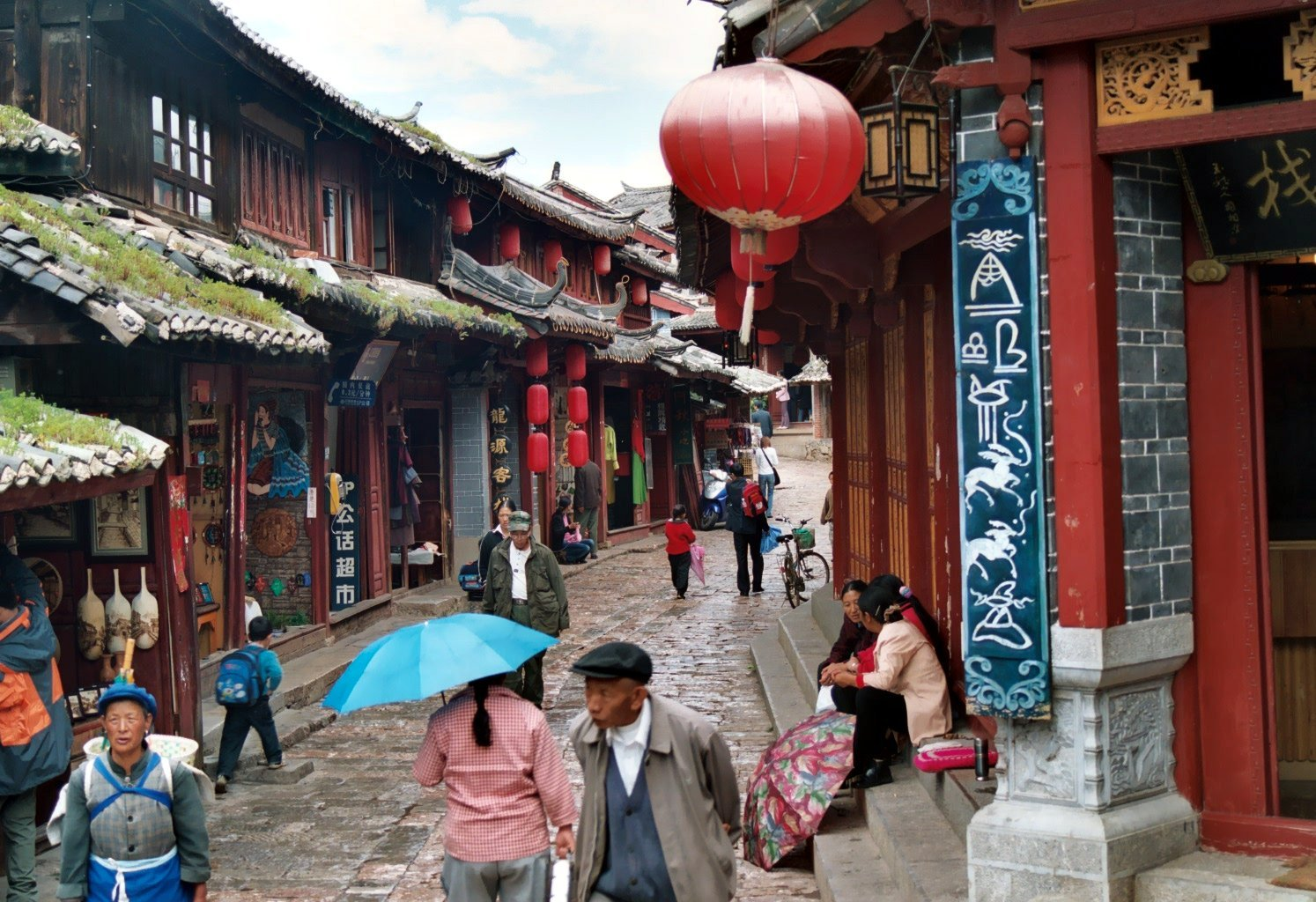
商店の看板にもトンパ文字が見られる。

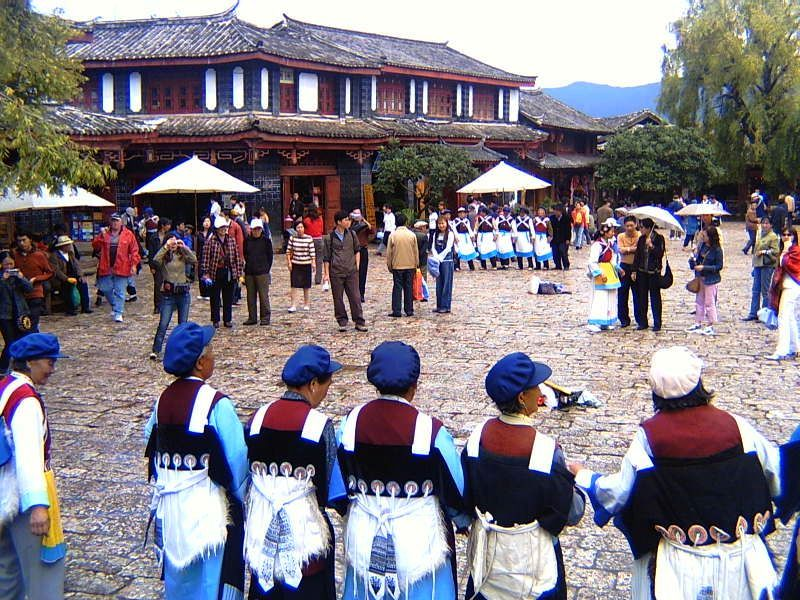
ナシ族の踊りとそれを見る観光客（2004年）。

麗江市（れいこう-し）は中華人民共和国雲南省西北部に位置する地級市。
麗江古城はかつて少数民族のナシ族の王都であり、現在でもナシ族の人々が多く居住している。またナシ族のほかにリス族、プミ族、ペー族、イ族が居住し、漢族より少数民族人口の多い地域となっている。ナシ族の伝統的な中庭を持つ住居の黒瓦の屋根が軒を連ね石畳の細い路地がいくつも交差する街並みで知られる。1996年の麗江地震で大きな被害を受けたが、翌年の古城区の麗江古城の旧市街の世界遺産への登録などを契機に復興が進められた。4年ほどで地震被害はほぼ修復されたうえ、古すぎた建物も修復された。その後の人気化とともに以前は旧市街ではなく、近代的な建物があった場所まで旧市街と同様の建物が建てられ、「旧市街」の範囲が広がりつつある。

## 地理
雲南省北西部の横断山脈南方、長江上流金沙江の屈曲部（玉竜ナシ族自治県石鼓鎮の長江第一湾）付近の谷に位置し、街の周りを丘に囲まれる。旧市街地の平均標高は約 2,400 メートルの高原に位置している。市の北には標高 5,596 メートルの玉龍雪山があり、そのふもとの金沙江本流には虎跳峡と呼ばれる深い峡谷がある。市域は雲貴高原の一部であり、四川省との境界には瀘沽湖がある。
中国の都市は西安や北京のように城壁に囲まれているのが一般である。近隣では大理の古城地区がその例であるが、麗江旧市街の周囲には城壁が存在していない。伝承によれば麗江を治めた王朝が、当時の皇帝の名「朱」から兜を取った「木」という名前を与えられた当時の首領の阿甲阿得は木氏と姓を改め街を治めた。麗江も異民族の脅威に直面することもあったが、木氏は算卜により、木が統治する地域を城壁で囲むこと「木」が「困」になることを嫌い城壁を造営しなかったとされる。実際には水路が入り組んだ都市構造であり城壁の建設が困難な上、防御効果が少なく、治水の面でも城壁が不利になることを考慮して造営されなかったものと推察されている。
旧市街地は、古い木造の建物が密集し丘からの眺めは屋根瓦があたかも湖のように広がると形容される。

## 歴史
旧石器時代以降、新石器時代や青銅器時代、鉄器時代の遺跡が残り、古くから人類が生存してきたことを示す。戦国時代には秦の勢力下に置かれ蜀郡が設置された。漢代には遂久県が設置され中原支配を受けるようになったが、唐代以降は吐蕃や南詔、大理の支配下に置かれた。
1371年明軍が元朝に隷属していた大理国を征服すると、この地の領主を麗江宣慰司に任命したことで麗江の地名が誕生した。宣慰司とは中国周辺の諸民族で、統一国家を樹立せず、その民族内の有力者たちが個別に中国王朝と朝貢する際に、その民族の有力者たちが中国王朝より与えられる土司に分類される官職名であり、麗江では既に元朝時代から同地を統治してきたナシ族の木氏が宣慰司号を世襲することになった。その後麗江軍民府と改称され、清代には流官（中央任命官）が支配する麗江府となり、中華民国が成立すると麗江県が設置された。長らくチベットとの茶を輸出し馬を輸入する交易で栄えた。
1949年7月、人民解放軍の進出によって麗江県人民政府が成立、1961年4月には麗江ナシ族自治県となった。さらに2003年6月8日、周辺地区を統合し地級市に昇格し現在に至っている。
1996年2月、この地域で麗江地震と呼ばれる強い地震が発生し、大きな被害を受けた。

## 行政区域
1市轄区・2県・2自治県を管轄する。
- 市轄区：
  - 古城区
- 県：
  - 永勝県・華坪県
- 自治県：
  - 玉竜ナシ族自治県・寧蒗イ族自治県

| 麗江市の地図                                            |
| ------------------------------------------------------- |
| 古城区 玉竜ナシ族自治県 永勝県 華坪県 寧蒗イ族 · 自治県 |

### 年表
この節の出典

#### 麗江地区
- 1949年10月1日 - 中華人民共和国雲南省麗江専区が成立。麗江県・永勝県・華坪県・剣川県・鶴慶県・蘭坪県・中甸県・維西県・碧江設治局・寧蒗設治区・徳欽設治区・福貢設治区・貢山設治局が発足。(8県2設治局3設治区)
- 1952年11月21日 (9県4自治区)
  - 碧江設治局が自治区に移行し、碧江県リス族自治区となる。
  - 寧蒗設治区が県制施行し、寧蒗県となる。
  - 徳欽設治区が自治区に移行し、徳欽県チベット族自治区となる。
  - 福貢設治区が自治区に移行し、福貢県リス族自治区となる。
  - 貢山設治局が自治区に移行し、貢山県リス族自治区となる。
- 1954年4月6日 - 碧江県リス族自治区・福貢県リス族自治区・貢山県リス族自治区が怒江リス族自治区に編入。(9県1自治区)
- 1956年9月11日 (6県1自治県)
  - 中甸県・維西県・徳欽県チベット族自治区がデチェン・チベット族自治州に編入。
  - 寧蒗県および麗江県の一部が合併し、寧蒗イ族自治県が発足。
- 1956年11月16日 (4県1自治県)
  - 剣川県・鶴慶県が大理ペー族自治州に編入。
  - 蘭坪県の一部が大理ペー族自治州剣川県に編入。
- 1956年11月26日 - 蘭坪県が怒江リス族自治州に編入。(3県1自治県)
- 1958年9月24日 - 麗江県が自治県に移行し、麗江ナシ族自治県となる。(2県2自治県)
- 1958年10月22日 - 麗江ナシ族自治県の一部が怒江リス族自治州蘭坪県に編入。(2県2自治県)
- 1965年4月22日 - 華坪県の一部が楚雄イ族自治州永仁県の一部、四川省西昌専区米易県・塩辺県の各一部と合併し、地級市の四川省渡口市となる。(2県2自治県)
- 1966年6月29日 - 華坪県の一部が四川省渡口市に編入。(2県2自治県)
- 1970年 - 麗江専区が麗江地区に改称。(2県2自治県)
- 2002年12月26日 - 麗江地区が地級市の麗江市に昇格。

#### 麗江市
- 2002年12月26日 - 麗江地区が地級市の麗江市に昇格。(1区2県2自治県)
  - 麗江ナシ族自治県が分割され、古城区・玉竜ナシ族自治県が発足。

## 文化
ナシ族は独自の象形文字であるトンパ文字を持つ。

## 教育
- 麗江文化旅游学院（中国語版）
- 麗江師範高等専科学校（中国語版）
- 麗江職業技術学院（中国語版）

## 交通

### 航空
- 中国民用航空局 西南地区管理局
  - 麗江三義空港
  - 寧蒗瀘沽湖空港（中国語版）

### 鉄道
中国国家鉄路集団・中国鉄路昆明局集団公司
- 麗江駅 - 大麗線、仁麗線、麗香線の列車が発着する。省都の昆明から麗江へは、所要時間3時間半から4時間半の昼行列車の他、観光客向けの寝台列車が運行されている。[3][4]

### 道路
- 高速道路
  -  蓉麗高速道路（中国語版）
  -  大麗高速道路（中国語版）
  - S221 麗江空港高速道路
  -  大永高速道路（中国語版）

- 国道
  -  G214国道
  -  G348国道（中国語版）
  -  G353国道（中国語版）
  -  G554国道（中国語版）

- 省道

| - 210省道 - 217省道 - 219省道 | - 223省道 - 231省道 - 319省道 |  |

## 観光
麗江旧市街（麗江古城）や玉龍雪山のロープウェイは人気のある観光地となっている。旧市街は古い町並みが整備・保存され、多くの建物が商店・飲食店・宿泊施設に利用され、内外から多くの観光客が訪れる観光地となっている。夜は深夜0時までライトアップされ、夜遅くまで観光客が途切れることが無い。各家の軒先や木々にはしばしば多数の風鈴が吊るされ、1階が商店で2階が住居の場合、窓などに様々な凝った趣向が凝らされている。路地が張り巡らされ、小川が随所に流れる。小川の上流には黒龍潭という大型の池があり、18世紀に設けられた公園がある。旧市街地には明時代の1382年に創建され1996年の地震で倒壊したため再建されたものであるが木府と呼ばれる旧領主の政庁などが有料で公開されている。市街地そのものは以前は無料で入場できたが、2017年3月現在で80元の「古城維持費」が掛かり、有料区域外と有料区域の境界に昼間は係員が立ち、7日間有効の古城維持費支払いチケットを改めているため、旅行が完了するまでチケットを保管する必要がある。旧市街中心部の「四方街」周辺の古い建物はライブハウスとなっており、夜は大音響でロックバンドやダンスなどのショーを行っており、かなり騒々しくなっている。特に旧市街地の北側は観光客が多く観光客向けの商店などが多い。団体観光客は昼間は玉龍雪山地区や束河などに行くため、午前中や昼の3時頃までは比較的落ち着いた状態で観光できる。車両は緊急車両を除き旧市街には入れない。南側は住民用の市場などがあり、観光客も一日を通して比較的少なくナシ族の現在の生活が垣間見られる。
旧暦1月15日の元宵節の夜には人々が様々な形の提灯をもって街中を歩く。出稼ぎから戻って参加する者も多く、ナシ族の民族衣装で参加する者も多い。
麗江旧市街の北西4キロにある束河古鎮も、街の北西の一部が麗江古城の飛び地として世界遺産に指定されている。世界遺産地区以外は観光化が進み、テーマパークのようになっているが、世界遺産地区は古い建物が多く残っている。
町のほとんどの箇所から臨め、ナシ族古来の宗教で神の山とされてきた玉龍雪山（標高5596M）は、その山麓全体が玉龍雪山国家重点風景名勝区として入場が2017年3月現在で130元の有料となっており、ロープウェイやリフト、野外劇場などが整備されている。特に氷河公園までのロープウェイは2017年3月現在で180元のかなり高額の運賃がかかるが、下部駅の標高3356メートルから氷河公園駅の標高 4,506 メートルまで、標高差 1,150 メートル・全長 2,968 メートルのロープウェイが通じており、これはロープウェイで到達できる標高としては、ベネズエラのメリダ山脈のロープウェイの 4,765 メートルに次ぎ、世界で2番目の高標高地点となっている。また、駅からは 4,680 メートル地点まで遊歩道が整備されている。晴れていれば氷河を見ることができる。玉龍雪山地区は氷河公園の他にも山を望める観光地が多く用意されており、専用シャトルバスでアクセスできる。

## 世界遺産
- 麗江古城 - 1997年ナシ族独自の町並みが残る麗江旧市街に当たる老街が世界遺産に登録された。また、北西約4キロにある束河古鎮の一部も世界遺産となっている。

## 世界記憶遺産
- トンパ文字 - 2003年、ユネスコが主催する世界記録遺産に登録された。

## 健康・医療・衛生
| - 古城区人民医院 - 西南医科大学附属中医医院麗江分院 - 永勝県中医院 - 永勝県婦幼保健院 | - 華坪県人民医院 - 華坪県婦幼保健院 - 寧蒗県中医院 |  |

## 友好関係
- 岐阜県高山市と友好提携している。（2002年3月21日付締結）
- カナダ ・BC州・ニューウエストミンスター（2007年1月14日付締結）
- オーストラリア ・ビクトリア州・シェパートン（2009年8月29日付締結）
- アメリカ合衆国 ・バージニア州・ロアノーク（2016年1月15日付締結）
- フランス ・オクシタニー地域圏・タルヌ県・アルビ（2016年12月13日付締結）
- スイス ・ヴァレー州・スイスの基礎自治体・ツェルマット（2017年7月5日付締結）
- ニュージーランド ・北島・ワンガヌイ（2019年2月26日付締結）
- ドイツ ヘッセン州・ダルムシュタット行政管区・ホーホタウヌス郡・バート・ホムブルク・フォア・デア・ヘーエ（2019年12月30日付締結）